# Natale in casa Cupiello
"Natale in casa Cupiello” è un'opera teatrale tragicomica scritta nel 1931 da Eduardo De Filippo. Tra i drammi più celebri del drammaturgo napoletano, è considerata uno dei suoi capolavori più rappresentativi.

## Genesi dell'opera
Portata in scena per la prima volta al teatro Kursaal di Napoli (oggi cinema Filangieri), il 25 dicembre 1931, Natale in casa Cupiello segna di fatto l'avvio vero e proprio della felice esperienza della compagnia del "Teatro umoristico i De Filippo", composta dai tre fratelli e da attori già famosi o giovani alle prime armi che lo diventeranno (Agostino Salvietti, Pietro Carloni, Tina Pica, Dolores Palumbo, Luigi De Martino, Alfredo Crispo, Gennaro Pisano). A giugno Eduardo aveva firmato un contratto con l'impresario teatrale che lo impegnava per soli nove giorni di recite per presentare il suo nuovo atto unico subito dopo la proiezione di un film. Il successo della commedia fu tale che la durata del contratto fu prolungata sino al 21 maggio 1932. Originariamente si trattava di una commedia ad atto unico (quello che, nella versione definitiva, costituisce oggi il secondo atto), ampliato successivamente in due distinte fasi: la prima, nel 1932, vide aggiungersi l'attuale primo atto e la conclusiva, nel 1934 (secondo anche quanto dichiarato da Eduardo sul numero 240 della rivista Il dramma uscito nel 1936) o nel 1937 o addirittura nel 1943 (secondo un'ipotesi avallata più tardi dallo stesso autore), che configurò l'opera nella sua versione attuale, composta da tre atti. La complessa genesi della commedia portò Eduardo stesso ad affermare che essa era nata come un "parto trigemino con una gravidanza di quattro anni".

## Trama
La scena si svolge nell'arco di circa cinque giorni nella casa della famiglia Cupiello, della quale vengono rappresentate la camera da letto (atti I e III) e la sala da pranzo (atto II).

### I atto
È la mattina dell'antivigilia di Natale. Il risveglio e le attività mattutine di Luca Cupiello e sua moglie Concetta sono funestate dalle bizze dell'uomo, che si lamenta per il freddo e per il pessimo caffè che lei gli ha preparato. Luca, fervente amante delle tradizioni natalizie, non vede l'ora di dedicarsi maniacalmente all'allestimento del presepe, nonostante le critiche della moglie e del figlio Tommasino (Nennillo), che lo ritengono inutile e anacronistico. La sua impresa è inoltre resa difficoltosa dall'intervento di suo fratello Pasqualino, collerico scapolo in perenne guerra con il nipote Nennillo (un ladro patentato difeso dai suoi genitori). Luca sembra inoltre avere difficoltà nei movimenti, nell'articolare le frasi e nel ricordare le cose, tragicomiche anticipazioni del dramma che seguirà. Irrompe in casa la figlia Ninuccia, agitata per l'ennesima lite con suo marito Nicolino; la ragazza confessa alla madre di voler scappare con il suo amante Vittorio, amico di Nennillo, e le mostra la lettera di addio da lei scritta per il marito. Di fronte alle resistenze della madre, Ninuccia ha un attacco nervoso e, nell'impeto, spacca la struttura del presepe. Nella baruffa che segue Concetta ha un mancamento e riesce a strappare a Ninuccia la promessa di far pace con Nicolino; tuttavia nel trambusto la ragazza perde la lettera, che sarà ritrovata da Luca (all'oscuro della tresca) e da lui consegnata a Nicolino, giunto nel frattempo dai Cupiello per riconciliarsi con la moglie.

### II atto
Il giorno dopo, in casa Cupiello è tutto pronto per la vigilia di Natale. Tommasino arriva a casa accompagnato da Vittorio, ignaro che egli sia l'amante di sua sorella. Rimasti soli, Concetta chiede a Vittorio di andarsene immediatamente e permettere a Ninuccia di salvare il suo matrimonio con Nicolino: quest'ultimo infatti, dopo aver letto la lettera consegnatagli dal suocero, è a conoscenza della tresca, e solo i copiosi sforzi di Concetta hanno evitato il peggio. In quel momento rincasa Luca, che insiste perché Vittorio si fermi a cena. La compresenza dei due rivali in amore fa calare sulla serata una forte tensione di sottofondo, stemperata dai pasticci di Luca, Nennillo e Pasqualino e dalle mille disavventure che costellano la preparazione della cena. Approfittando di un momento di solitudine, Ninuccia e Vittorio hanno un drammatico incontro che sfocia nell'esplosione della loro passione; sorpresili, Nicolino accusa la moglie e Concetta di averlo ingannato e sfida Vittorio a duello. I due uomini abbandonano quindi la casa, seguiti da Ninuccia: mentre Concetta, sola in scena, si dispera, giungono Luca, Pasqualino e Tommasino vestiti da re magi con i loro regali per lei.

### III atto
Venuto bruscamente a conoscenza della situazione familiare, Luca ha avuto un colpo apoplettico e si ritrova a letto in preda a difficoltà motorie e verbali. L'intero vicinato è presente al suo capezzale, dove l'uomo accusa deliri e allucinazioni che hanno come protagonista il genero Nicolino, il quale ha lasciato immediatamente la moglie e si è recato da alcuni parenti a Roma; pur nel delirio, Luca spera ancora di vederlo riappacificato con sua figlia. Arriva il medico, che improvvisa una prognosi incoraggiante davanti alle donne, ma rivela invece a Pasqualino la cruda verità: Luca non ha scampo e la sua morte è questione di ore. Un'improvvisa visita di Vittorio provoca l'ennesima allucinazione di Luca che, scambiandolo per Nicolino, arriva a benedire inconsapevolmente l'unione dei due amanti proprio all'arrivo del marito di lei, trascinato fuori dai presenti. Luca Cupiello si avvia così a morire ignaro della realtà; Tommasino, alla domanda che suo padre gli rivolge in punto di morte, «Te piace 'o presepio?», alla quale egli in precedenza aveva sempre risposto no con stizzita protervia, tra le lacrime gli sussurra un laconico sì, proprio mentre suo padre sembra entrare nella gioiosa allucinazione di un "enorme presepe nei cieli".

## Personaggi
- Luca Cupiello (chiamato affettuosamente Lucariello): è il protagonista della storia, capofamiglia dei Cupiello. Si tratta di un signore della bassa borghesia dai modi pacati e a volte eccessivamente pomposi, reso bizzoso e irascibile dall'età (cosa che in realtà rimprovera a sua moglie). Molto legato ai valori familiari tradizionali, è entusiasta di costruire il suo presepe, cui lavora alacremente ignorando le critiche dei parenti. Pur essendo un personaggio prevalentemente comico, nel corso della commedia appare chiaro che nasconde una grave malattia, i cui sintomi si manifestano nelle sue difficoltà motorie e linguistiche.
- Concetta: moglie di Luca. Pragmatica e diretta, è un po' il contraltare di suo marito: sopporta le sue lamentele e, più in generale, tutte le piccole e grandi difficoltà della famiglia. Come Luca, nonostante la forte componente umoristica del suo personaggio, anche in lei è ravvisabile la negatività, data dalla pena di essere l'unica a conoscenza delle vicissitudini sentimentali di Ninuccia; spesso e volentieri nel corso del dramma sarà sopraffatta da tutti questi carichi, che spezzeranno l'apparente sua forza e le causeranno crolli emotivi.
- Tommasino (detto Nennillo): secondogenito di Luca e Concetta, incarna il personaggio del giovane fannullone e sfaticato in contrasto con la famiglia, poco incline al lavoro e atto a procurarsi soldi in tutti i modi, anche i meno puliti. Nel terzo atto queste caratteristiche avranno però un completo ribaltamento, e Nennillo si trasformerà in un figlio devoto che farà di tutto per confortare i genitori nella difficoltà.
- Ninuccia: prima figlia di Luca e Concetta. Intrappolata tra un matrimonio infelice (con Nicolino) e un amore impossibile (per Vittorio), appare scontenta e malinconica, arrivando talvolta a reazioni furiose. Ninuccia viene descritta da Luca come una ragazza sognatrice e piena di voglia di libertà, schiacciata dall'asservimento alla sua famiglia.
- Nicolino: marito di Ninuccia, è un grosso commerciante che incarna il ruolo del borghese arricchito. Elegante e distinto in apparenza, è in realtà rozzo, trasandato e per nulla adeguato allo status sociale che ha raggiunto. Inoltre vede Ninuccia come un oggetto di sua proprietà, e pur trascurandola e rendendola infelice, ne è incredibilmente geloso.
- Vittorio: l'amante di Ninuccia. Vittorio è dipinto come personaggio speculare a Nicolino: più povero, ma realmente distinto ed elegante, è bruciato dal desiderio di Ninuccia, che lo spinge anche ad azioni irrazionali.
- Pasqualino: fratello di Luca e suo coinquilino, è uno scapolo di mezza età dai modi collerici e vittimistici; è il bersaglio preferito di Tommasino, che in effetti è particolarmente dispettoso nei confronti dello zio.

## In altri media
Nel film I fratelli De Filippo di Sergio Rubini viene ricostruita la genesi di quest'opera e la prima messa in scena.